# Onthophagus chrysopes
Onthophagus chrysopes är en skalbaggsart som beskrevs av Bates 1888. Onthophagus chrysopes ingår i släktet Onthophagus och familjen bladhorningar. Inga underarter finns listade i Catalogue of Life.